# Tobias Rieder
Tobias Rieder, född 10 januari 1993, är en tysk professionell ishockeyspelare som spelar för Växjö Lakers i SHL.
Han har tidigare spelat på NHL-nivå för Calgary Flames, Edmonton Oilers, Los Angeles Kings, Buffalo Sabres, Arizona Coyotes och på lägre nivåer för Portland Pirates i AHL, Kitchener Rangers i OHL och EV Landshut i 2. BL.

## Klubblagskarriär

### NHL

#### Arizona Coyotes
Rieder draftades i fjärde rundan i 2011 års draft av Edmonton Oilers som 114:e spelare totalt, men han tradades till Phoenix Coyotes den 29 mars 2013 i utbyte mot Kale Kessy, och den 15 april samma år skrev han på ett treårigt rookiekontrakt med Coyotes.
Han debuterade i NHL den 2 november 2014 och gjorde mål i sin första match. Drygt en månad senare, 1 december, satte Rieder nytt NHL-rekord för rookies när han gjorde två mål inom 58 sekunder i samma numerära underläge mot Edmonton Oilers.

#### Los Angeles Kings
Han tradades 21 februari 2018 till Los Angeles Kings tillsammans med målvakten Scott Wedgewood, i utbyte mot målvakten Darcy Kuemper.

#### Edmonton Oilers
Den 1 juli 2018 skrev han som free agent på ett ettårskontrakt värt 2 miljoner dollar med Edmonton Oilers, klubben han draftades av.

## Landslagskarriär
Rieder tillhör Tysklands landslag och debuterade under ishockey-VM 2014 i Minsk.

## Statistik
| 2009–2010  | EV Landshut         | 2. BL      | 45  | 10 | 13 | 23  | 28 | 6  | 0  | 0  | 0  | 0  |
| 2010–2011  | Kitchener Rangers   | OHL        | 65  | 23 | 26 | 49  | 35 | 7  | 0  | 2  | 2  | 4  |
| 2011–2012  | Kitchener Rangers   | OHL        | 60  | 42 | 43 | 85  | 25 | 16 | 13 | 14 | 27 | 4  |
| 2012–2013  | Kitchener Rangers   | OHL        | 52  | 27 | 29 | 56  | 12 | 9  | 2  | 10 | 12 | 4  |
| 2013–2014  | Portland Pirates    | AHL        | 64  | 28 | 20 | 48  | 10 | —  | —  | —  | —  | —  |
| 2014–2015  | Arizona Coyotes     | NHL        | 72  | 13 | 8  | 21  | 14 | —  | —  | —  | —  | —  |
|            | San Antonio Rampage | AHL        | 9   | 4  | 2  | 6   | 0  | —  | —  | —  | —  | —  |
| 2015–2016  | Arizona Coyotes     | NHL        | 82  | 14 | 23 | 37  | 10 | —  | —  | —  | —  | —  |
| 2016–2017  | Arizona Coyotes     | NHL        | 80  | 16 | 18 | 34  | 6  | —  | —  | —  | —  | —  |
| 2017–2018  | Arizona Coyotes     | NHL        | 58  | 8  | 11 | 19  | 6  | —  | —  | —  | —  | —  |
|            | Los Angeles Kings   | NHL        | 20  | 4  | 2  | 6   | 0  | 4  | 0  | 0  | 0  | 0  |
| 2018–2019  | Edmonton Oilers     | NHL        | —   | —  | —  | —   | —  | —  | —  | —  | —  | —  |
| NHL totalt | NHL totalt          | NHL totalt | 312 | 55 | 62 | 117 | 36 | 4  | 0  | 0  | 0  | 0  |
| AHL totalt | AHL totalt          | AHL totalt | 73  | 32 | 22 | 54  | 10 | —  | —  | —  | —  | —  |
| OHL totalt | OHL totalt          | OHL totalt | 177 | 92 | 98 | 190 | 72 | 32 | 15 | 26 | 41 | 12 |